# Exechia fusca
Exechia fusca är en tvåvingeart som först beskrevs av Johann Wilhelm Meigen 1804.  Exechia fusca ingår i släktet Exechia och familjen svampmyggor.
Artens utbredningsområde är Tyskland. Arten är reproducerande i Sverige. Inga underarter finns listade i Catalogue of Life.